# 45 år
45 år (engelska: 45 Years) är en brittisk långfilm från 2015 i regi av Andrew Haigh, med Charlotte Rampling och Tom Courtenay i huvudrollerna. Filmen bygger på en novell av David Constantine.
Charlotte Rampling nominerades för bästa kvinnliga huvudroll till Oscarsgalan 2016 för sin roll som Kate Mercer.

## Handling
Kate och Geoff planerar en fest för sitt 45-årsbröllopsjubileum. En vecka före festen får Geoff ett brev från Schweiz där det står att hans ungdomskärlek Katjas kropp har blivit synlig i en smältande glaciär, där hon föll ner i en spricka för över fem decennier sedan.